# Comuna Zavadivka, Monastîrîska
Zavadivka (în ucraineană Завадівка) este o comună în raionul Monastîrîska, regiunea Ternopil, Ucraina, formată din satele Korjova, Markova și Zavadivka (reședința).

## Demografie
Componența lingvistică a comunei Zavadivka
     Ucraineană (99,72%)
     Alte limbi (0,28%)
Conform recensământului din 2001, majoritatea populației comunei Zavadivka era vorbitoare de ucraineană (99,72%), existând în minoritate și vorbitori de alte limbi.